# ガリア帝国

ガリア帝国
Imperium Galliarum (ラテン語)

260年頃のローマ世界（ガリア帝国は緑部分、黄はパルミラ帝国）

ガリア帝国（ガリアていこく、ラテン語: Imperium Galliarum）は、260年から274年までローマ帝国から事実上分離・独立していた国家の通称である。

## 概要
260年、ローマ帝国の将軍であったマルクス・カッシアニウス・ラティニウス・ポストゥムスは自立してローマ皇帝号を僭称し、帝国属州のガリア（ガリア・アクィタニア、ガリア・ベルギカなど）、ゲルマニア、ブリタンニア、ヒスパニア（タッラコネンシス、およびさらに南の平穏なヒスパニア・バエティカ）などを支配地として事実上の独立国家を造り上げた。この国は274年まで4代にわたって存続した。
時のローマ世界は、3世紀の危機と呼ばれる混乱の時期であり、歴代の皇帝（ローマ元老院の承認を受けた正式なローマ皇帝）と、各地で自立を果たした多数の僭称皇帝が入り乱れて抗争を繰り広げていた。その点ではポストゥムスに始まる「ガリア帝国」もそうした僭称皇帝の政権のひとつに数えられる。
しかし、その他の僭称皇帝たちがいずれも数ヶ月から1年程度という短命のうちに滅亡してしまったのに対して、「ガリア帝国」と「パルミラ帝国」だけは十数年にわたって実効支配を継続して事実上の独立国家としての体制を整えることに成功した。その点で、この両国は他の僭称皇帝の政権と区別されている。

## ガリア帝国史

### 260年から268年まで
260年にローマ皇帝ウァレリアヌスがサーサーン朝との戦闘（エデッサの戦い）に敗れて捕虜となり、その息子ガッリエヌスが単独の皇帝へ即位した。その後、パンノニア属州総督レガリアヌス（en）が現地で反乱を企て、結果的に反乱は失敗したものの、その鎮圧のためにガッリエヌスがドナウ川流域まで親征したため、ゲルマニア2属州（インフェリオルおよびスペリオル）の総督であったマルクス・カッシアニウス・ラティニウス・ポストゥムスはライン川領域に残って統治を委任された。
ガッリエヌスの息子であるプブリウス・リキニウス・コルネリウス・サロニヌス（共同皇帝とも）とそのプラエフェクトゥス・プラエトリオであったシルウァヌス（en）はコロニア・アグリッピナ（現：ケルン）に残った。これは、若いコルネリウスを危険から遠ざけるとともに、おそらくはポストゥムスの野心を抑えるための配慮だった。しかし、間もなくポストゥムスは反逆して何度かの小競り合いに勝利し、コロニア・アグリッピナを陥落させて、捕虜としたコルネリウスとシルウァヌスを処刑した。

古代ローマ時代のコロニア・アグリッピナ（現：ケルン）の俯瞰図

ポストゥムスは260年に自立を果たし、ローマ皇帝号を僭称した。これが「ガリア帝国」の起源とされる。ポストゥムスは、コロニア・アグリッピナを自らの首都と定め、独自の元老院と毎年選出される二人の執政官（執政官の名は一部しか残されていない）、プラエトリアニとプラエフェクトゥス・プラエトリオを設置した。ポストゥムス自身は5回にわたって執政官の職を担ったようである。
ガリア帝国の成立は、民族主義の歴史家が推測したガリア人の独立行動の姿はおそらく誇張されているにせよ、ただ「3世紀の危機」の混乱の一症状という以上の意味合いに解釈できる。すなわちそれは、現地元来の自立的な力が、伝統的な「ローマ精神（romanitas）」や、個々の軍団を結合する忠誠心、ローマ化した貴族の血族関係によってライン川からバエティカにいたるまで結託した力、などと対立したことの現われと考えられる。
ポストゥムスは、彼の意図はただガリアを守りたいだけで、それが皇帝としての仕事だと宣言し、261年にフランク人とアレマンニ族との連合軍を退けて、ライン川のリメス（長城）の安全を確保した。ただし、ライン川上流とドナウ川を越えた領土は放棄され、2年ほどの間は蛮族に侵略されていった。
269年、ウルピウス・コルネリウス・ラエリアヌスがモグンティアクム（現：マインツ）でポストゥムスへ叛旗を翻したが、ポストゥムスは軍を率いてモグンティアクムを陥落させ、ラエリアヌスは殺害された。しかし、それから間もなく、ポストゥムスは軍内の兵士によって殺害された。

### 269年から274年まで
ポストゥムスの死後、ガリア帝国は崩壊過程を辿ることとなり、ローマ皇帝クラウディウス・ゴティクスはガリア・ナルボネンシスとガリア・アクィタニアを奪還し、ヒスパニアもローマ帝国の勢力圏へと復帰させた。
マルクス・アウレリウス・マリウスは、ポストゥムス死後にガリア帝国の皇帝へ即位したが、非常に短期間で死去した。僅か2日間のみの在位期間であったと伝えられるが、実際には数カ月は在位したと考えられている。
アウレリウスの次にマルクス・ピアウォニウス・ウィクトリヌスが皇帝へ即位し、クラウディウスによって奪われたガリア南部の領土を奪還するべく兵を起こした。ウィクトリヌスの権威はガリア北部（ガリア・ベルギカなど）やブリタンニアに及んでいたが、ヒスパニアを奪還するには至らなかった。ウィクトリヌスは対ローマ戦へ治世の大部分を費やし、271年に暗殺された。なお、271年頃にドミティアヌスが皇帝を僭称して反乱を起こしたが、その年の内に鎮圧された。

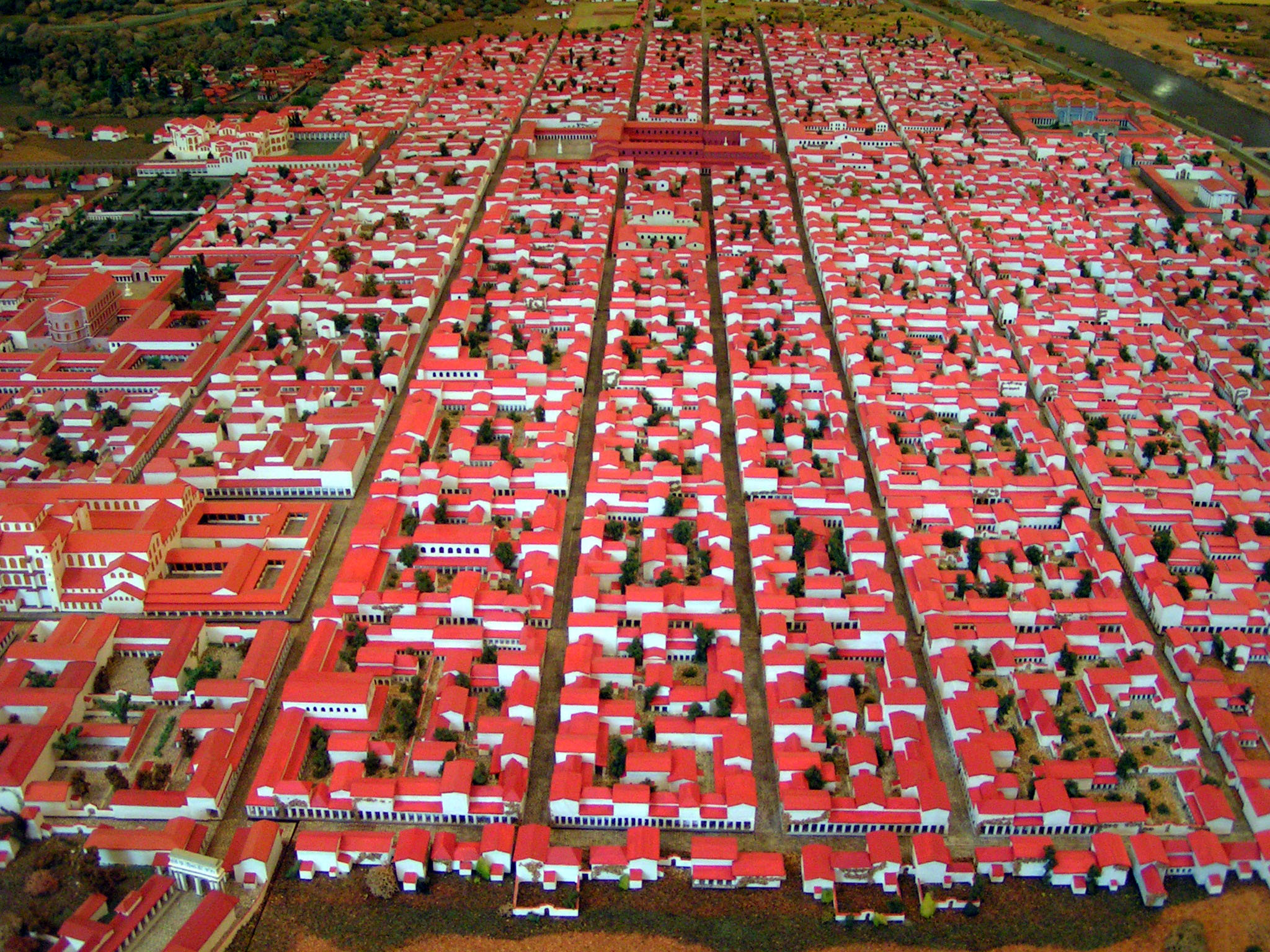
古代ローマ時代のアウグスタ・トレウェロルム（現：トリーア）の俯瞰図

ウィクトリヌス殺害後、母ウィクトリアは勢力維持を目論んでカイウス・ピウス・エスウィウス・テトリクスを次期皇帝として指名し、軍からの支持も受けてテトリクスはテトリクス1世として即位した。テトリクスは領内のガリア地区へ侵犯したゲルマン人を撃退し、ローマ皇帝ルキウス・ドミティウス・アウレリアヌスがローマ帝国から割拠したパルミラ帝国を征服するべく遠征している間に、ポストゥムス死後に奪われたガリア・ナルボネンシスとガリア・アクィタニアを奪還した。テトリクスはアウグスタ・トレウェロルム（Augusta Treverorum、現：トリーア）へ首都機能を移転させ、273年に息子を共同皇帝とした（テトリクス2世）。
273年にパルミラを征服したアウレリアヌスはローマ帝国再統一を果たすべく、274年にガリア帝国へ侵攻した。シャロンの戦いでガリア帝国軍はローマ軍に敗北し、テトリクス1世らが捕虜となった。なお、戦乱続きで国力が疲弊していたテトリクス1世は、戦闘に至る前にアウレリアヌスと交渉して自らの身の安全の代わりにガリア帝国を引き渡したとも伝えられる。
いずれにしても、アウレリアヌスによるガリア帝国への遠征は成功に終わり、ガリア帝国は解体されてローマ帝国へ再統合された。なお、アウレリアヌスの凱旋式にテトリクスは捕虜として連行された。

## ガリア皇帝
ガリア皇帝は、彼らが造幣した硬貨から明らかになっている。これら皇帝たちの経歴を綴るとガリア帝国の歴史が浮かび上がる：
- マルクス・カッシアニウス・ラティニウス・ポストゥムス： 260年-268年
  - （ウルピウス・コルネリウス・ラエリアヌス： 268年　反乱者）
- マルクス・アウレリウス・マリウス：268年
- マルクス・ピアウォニウス・ウィクトリヌス：268年-270年
  - （ドミティアヌス：271年　反乱者）
- テトリクス1世：270年-273年
  - テトリクス2世：270年-273年（テトリクス1世の息子、副帝）